# Jürgen Steinacker
Jürgen M. Steinacker (* 4. Mai 1955 in Schorndorf) ist ein deutscher Mediziner, Hochschullehrer und ehemaliger Ruderer. Er war bis Ende September 2023 Sektionsleiter der Sport- und Rehabilitationsmedizin des Universitätsklinikums Ulm.

## Werdegang

### Beruflich
Nach dem Abitur am Hohenstaufen-Gymnasium in Bad Wimpfen im Jahr 1974 studierte Jürgen Steinacker von 1976 bis 1983 Humanmedizin an den Universitäten Tübingen und Ulm. 1985 wurde er mit dem Prädikat „summa cum laude“ promoviert. 1993 habilitiert, ernannte ihn die Universität Ulm 1995 zum außerplanmäßigen Professor. 2007 wurde er zum Universitätsprofessor der Universität Ulm berufen. 2014 erhielt Steinacker den mit 25.000 Euro dotierten Gesundheitspreis der Stiftung Rufzeichen Gesundheit. Ebenfalls für 2014 wurde ihm der Hufeland-Preis für Präventionsmedizin zugesprochen.

### Sportlich
Jürgen Steinacker gewann beim Deutschen Meisterschaftsrudern 1982 mit dem Achter des Ulmer Ruderclub Donau die Bronzemedaille.

## Mitgliedschaften (Auswahl)
- Deutsche Gesellschaft für Sportmedizin und Prävention
- International Society of Oxygen Transport to Tissue
- European College of Sports Science
- European Society for Cardiology
- Deutsche Gesellschaft für kardiovaskuläre Prävention und Rehabilitation
- Mitglied der Habilitationskommission, Medizinische Fakultät der Universität Ulm
- Mitglied im Wissenschaftskomitee der Welt-Anti-Doping-Agentur[3]
- Scientific Committee der Konferenzreihe 'Connective Tissues in Sports Medicine'[4]